# Familia Densușianu
Densușianu este un nume de familie românesc, care provine de la numele localității Densuș, mai demult Demșuș, colocvial Denșuș, din județul Hunedoara. Inițial numele era citit Denșușianu, fiind scris Densusianu. A fost purtat de:
- Aron Densușianu (1837 - 1900), istoric literar și filolog român, născut Aron Pop, din familia nobililor Pop de Hațeg, născut în satul Densuș. A fost numit Densușianu, după numele satului natal, de către profesorii săi din Blaj, pentru a-l deosebi de multele persoane cu numele Pop;
- Nicolae Densușianu (1846? - 1911), istoric român, frate cu Aron Densușianu;
- Elena Densușianu (născută Circa), (n. 1841 - d.?) scriitoare, soția lui Aron Densușianu
- Ovid Densușianu (1873 - 1938), filolog și lingvist român, fiul lui Aron Densușianu;
- Elena Bacaloglu-Densușianu (n. 1878 - d.?)
- Elena Densușianu-Pușcariu (1875 - 1966), născută în familia lui Aron Densușianu, soră cu Ovid Densușianu, medic oftalmolog, prima femeie medic din România.
- Ovid Densușianu (fiul), (1904 - 1985) scriitor